# ライアン・ローランドスミス
ライアン・ベンジャミン・ローランド＝スミス（Ryan Benjamin Rowland-Smith, 1983年1月26日 - ）は、オーストラリア連邦ニューサウスウェールズ州シドニー出身の元プロ野球選手（投手）。
現役時代は眼鏡が特徴だった。
MLB史上初の名字にハイフンを持った選手である。

## 経歴

### マリナーズ時代
2000年11月19日にシアトル・マリナーズと契約した。
2004年のアテネオリンピックにの野球オーストラリア代表に選出された。オフの12月13日、ルール・ファイブ・ドラフトでミネソタ・ツインズに指名され移籍。
2005年3月4日にツインズと1年契約に合意したが、3月25日にロースターから外れたため、ルール・ファイブ・ドラフトの規約により古巣・マリナーズに復帰。11月20日にマリナーズとメジャー契約を結んだ。
2006年開幕前の3月に開催された第1回WBCのオーストラリア代表に選出された。
2007年6月22日のセーフコ・フィールドで行われたシンシナティ・レッズ戦でメジャーデビュー。以降リリーフとして活躍し、9月13日のタンパベイ・デビルレイズ戦で初勝利を飾った。
2010年12月2日にFAとなった。

### アストロズ時代
2010年12月9日にヒューストン・アストロズと1年契約を結んだ。
2011年3月30日にDFAとなり、4月1日にFAとなった。4月4日にアストロズとマイナー契約で再契約した。

### カブス傘下時代
2012年2月2日にシカゴ・カブスとマイナー契約を結んだ。11月3日にFAとなった。

### レッドソックス傘下時代
2013年に第3回WBCのオーストラリア代表に選出され、2大会振り2度目の選出となった。2月24日に京セラドーム大阪で行われた日本代表との壮行試合で先発した。同じ2月24日にボストン・レッドソックスとマイナー契約を結んだ。11月5日にFAとなった。

### ダイヤモンドバックス時代
2013年11月18日にアリゾナ・ダイヤモンドバックスとマイナー契約を結んだ。
2014年3月30日にダイヤモンドバックスとメジャー契約を結んだ。開幕ロースター入りしたが、4月18日にDFAとなった。4月21日にAAA級リノ・エーシズへ降格し、同日FAとなった。

### ブルージェイズ傘下
2014年4月25日にトロント・ブルージェイズとマイナー契約を結んだ。6月11日に解雇された。

### レッズ傘下時代
2014年6月28日にシンシナティ・レッズとマイナー契約を結ぶ。8月2日にオプションを破棄されFAとなった。

### 台湾球界時代
2015年1月29日に台湾の野球リーグである中華職業棒球大聯盟(CPBL)の義大ライノズと契約を結んだ。しかし、5月27日にエバン・マクレーンと共に解雇された。オフはドミニカ共和国のウィンターリーグでプレー。

### その後
2016年1月28日に第4回WBC予選のオーストラリア代表に選出された。同大会でオーストラリアは本戦出場を決めている。
2017年2月9日に第4回WBC本戦のオーストラリア代表に選出された。

## 選手としての特徴
出所の見にくいフォームから平均88.7mph（約142.7km/h）のフォーシーム、88.1mph（約141.7km/h）のツーシームを主体に、79.5mph（約127.9km/h）のチェンジアップ、71.0mph（約114.2km/h）のカーブ、78.7mph（約126.6km/h）のスライダーを投げる。

## 詳細情報

### 年度別投手成績
| 年 度     | 球 団     | 登 板 | 先 発 | 完 投 | 完 封 | 無 四 球 | 勝 利 | 敗 戦 | セ 丨 ブ | ホ 丨 ル ド | 勝 率 | 打 者 | 投 球 回 | 被 安 打 | 被 本 塁 打 | 与 四 球 | 敬 遠 | 与 死 球 | 奪 三 振 | 暴 投 | ボ 丨 ク | 失 点 | 自 責 点 | 防 御 率 | W H I P |
| --------- | --------- | ----- | ----- | ----- | ----- | -------- | ----- | ----- | -------- | ----------- | ----- | ----- | -------- | -------- | ----------- | -------- | ----- | -------- | -------- | ----- | -------- | ----- | -------- | -------- | ------- |
| 2007      | SEA       | 26    | 0     | 0     | 0     | 0        | 1     | 0     | 0        | 3           | 1.000 | 168   | 38.2     | 39       | 4           | 15       | 1     | 2        | 42       | 0     | 0        | 19    | 17       | 3.96     | 1.40    |
| 2008      | SEA       | 47    | 12    | 0     | 0     | 0        | 5     | 3     | 2        | 1           | .625  | 506   | 118.1    | 114      | 13          | 48       | 0     | 2        | 77       | 2     | 1        | 49    | 45       | 3.42     | 1.37    |
| 2009      | SEA       | 15    | 15    | 0     | 0     | 0        | 5     | 4     | 0        | 0           | .556  | 401   | 96.1     | 87       | 9           | 27       | 0     | 4        | 52       | 2     | 1        | 43    | 40       | 3.74     | 1.18    |
| 2010      | SEA       | 27    | 20    | 0     | 0     | 0        | 1     | 10    | 0        | 0           | .091  | 510   | 109.1    | 141      | 25          | 44       | 2     | 7        | 49       | 7     | 0        | 94    | 82       | 6.75     | 1.69    |
| 2014      | ARI       | 6     | 0     | 0     | 0     | 0        | 0     | 0     | 0        | 0           | ----  | 33    | 7.1      | 7        | 0           | 4        | 1     | 0        | 9        | 1     | 0        | 5     | 4        | 4.91     | 1.50    |
| 2015      | 義大      | 9     | 9     | 0     | 0     | 0        | 1     | 4     | 0        | 0           | .200  | 215   | 46.0     | 57       | 4           | 19       | 0     | 2        | 45       | 3     | 0        | 30    | 24       | 4.70     | 1.65    |
| MLB：5年  | MLB：5年  | 121   | 47    | 0     | 0     | 0        | 12    | 17    | 2        | 4           | .414  | 1618  | 370.0    | 388      | 51          | 138      | 4     | 15       | 229      | 12    | 2        | 210   | 188      | 4.57     | 1.42    |
| CPBL：1年 | CPBL：1年 | 9     | 9     | 0     | 0     | 0        | 1     | 4     | 0        | 0           | .200  | 215   | 46.0     | 57       | 4           | 19       | 0     | 2        | 45       | 3     | 0        | 30    | 24       | 4.70     | 1.65    |

- 2016年度シーズン終了時

### 背番号
- 18 (2007年 - 2010年)
- 50 (2014年)
- 18 (2015年)

### 代表歴
- 2004年アテネオリンピックの野球競技・オーストラリア代表
- 2006 ワールド・ベースボール・クラシック・オーストラリア代表
- 2013 ワールド・ベースボール・クラシック・オーストラリア代表
- 2017 ワールド・ベースボール・クラシック予選 オーストラリア代表
- 2017年の野球オーストラリア代表による韓国遠征
- 2017 ワールド・ベースボール・クラシック・オーストラリア代表